# 斯里维利普图尔
斯里维利普图尔（Srivilliputhur），是印度泰米尔纳德邦Virudhunagar县的一个城镇。总人口73131（2001年）。

## 人口
该地2001年总人口73131人，其中男性36392人，女性36739人；0—6岁人口7557人，其中男3824人，女3733人；识字率73.26%，其中男性为81.30%，女性为65.29%。